# Lander

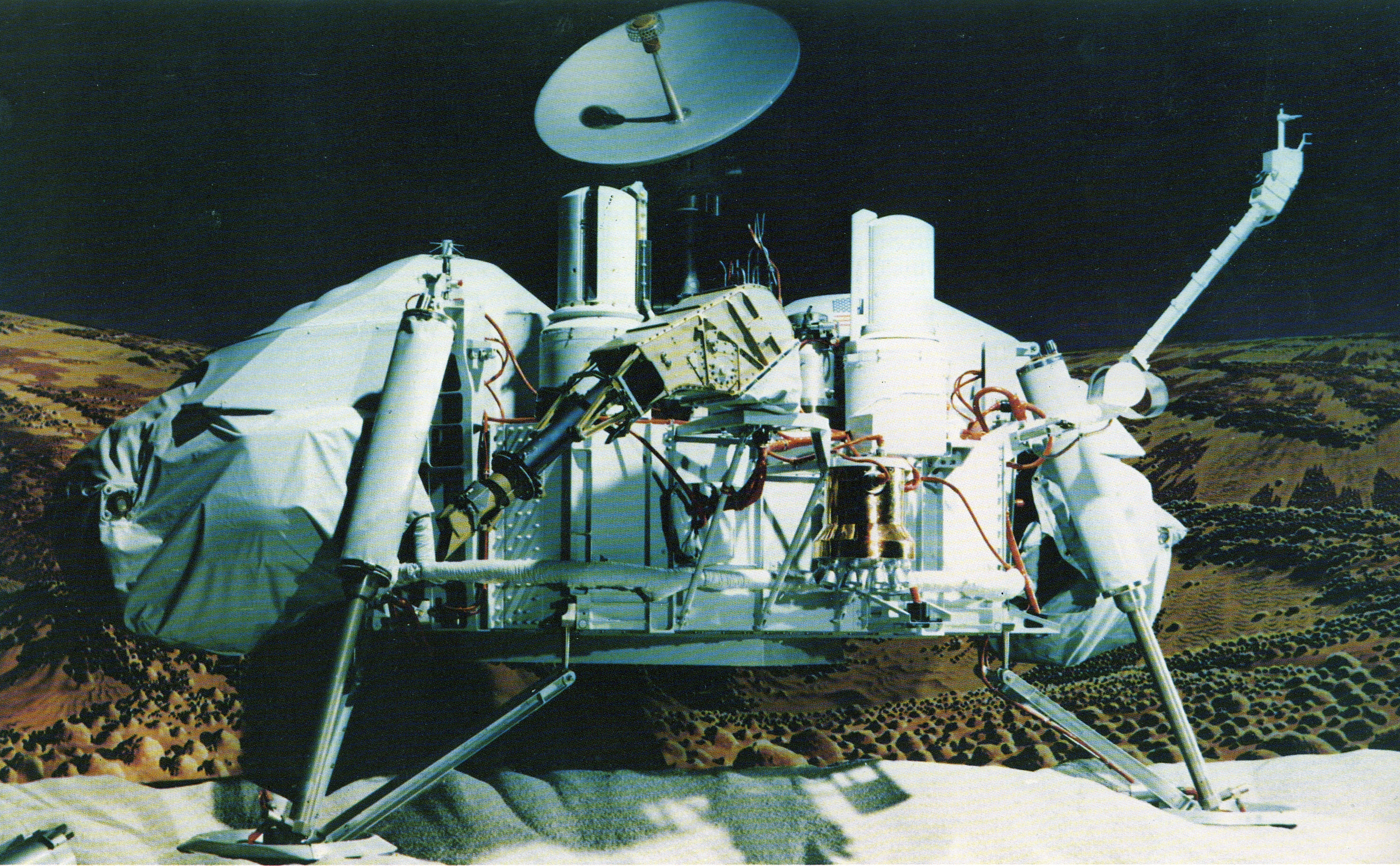
Modell des Viking-1-Landers

Lander oder Landesonde ist die allgemeine Bezeichnung einer Raumsonde oder Landefähre, die auf einem Himmelskörper wie einem Planeten oder Mond landet oder landen soll. Die Landung auf einem Himmelskörper gilt als das technisch schwierigste Konzept eines Raumfahrzeugs, wobei die anschließende Rückkehr mit Proben von dessen Oberfläche oder mit gelandeten Astronauten eine weitere Steigerung des Schwierigkeitsgrades darstellt. Andere Konzepte sind der Orbiter, der einen Himmelskörper umkreist, und die Vorbeiflugsonde.

## Arten der Landung
Es wird zwischen harter Landung und weicher Landung unterschieden. Bei der harten Landung werden keine Vorkehrungen getroffen, um das Landegerät vor dem Aufprall zu schützen (wurde in den ersten Jahren der Raumfahrt praktiziert), oder das Landegerät wird so konstruiert, dass es den Aufschlag unbeschädigt überstehen kann, wenn es in den Boden eindringt (siehe hierzu Penetratoren). Diese Unterart von Landesonden werden Einschlagsonden (Impaktor) genannt.
Bei einer weichen Landung hingegen werden geeignete Maßnahmen getroffen, um den Lander so sanft auf der Oberfläche des Himmelskörpers aufsetzen zu lassen, dass die Landesonde dabei voll funktionsfähig bleibt. Eine weiche Landung kann jedoch, gemessen an den für einen Menschen üblichen Maßstäben, sehr unsanft sein, z. B. wenn ein Lander mit 30 km/h Geschwindigkeit auf der Venus aufsetzt, nur gebremst durch die dichte Atmosphäre (ohne Fallschirm).

## Liste der Landungen
Die folgenden Landesonden erreichten die Oberfläche eines Himmelskörpers, einschließlich fehlgeschlagener weicher Landeversuche.
| Himmelskörper                  | Missionen (Anzahl) |
| ------------------------------ | --- |
| (Erd-)Mond                     | Luna (14×), Ranger (5×), Surveyor (7×), bemannte Apollo-Landungen (6×), LCROSS, Chang’e (4×), Beresheet, Chandrayaan (2×), Hakuto-R M1, SLIM, IM-1               |
| Venus                          | Venera (12×), Vega (2×) |
| Mars                           | Mars (3×), Viking (2×), Mars Pathfinder, Mars Polar Lander, Beagle 2, Mars Exploration Rover, Phoenix, Schiaparelli, Mars Science Laboratory, InSight, Mars 2020 |
| Saturnmond Titan               | Huygens |
| Asteroid (433) Eros            | NEAR Shoemaker |
| Asteroid Itokawa               | Hayabusa |
| Asteroid Ryugu                 | Hayabusa 2 mit Minerva und Mascot |
| Asteroid Bennu                 | OSIRIS-REx |
| Komet Tschurjumow-Gerassimenko | Philae |

Geplante Landungen sind in der Zeitleiste der Erkundung des Weltraums und der Liste der besuchten Körper im Sonnensystem aufgeführt.

## Einzelbelege
1. ↑  Lander – Duden, Bibliographisches Institut; 2016